# 惹蘭勿剎體育場
惹蘭勿剎體育場（英語：Jalan Besar Stadium）是位於新加坡加冷的體育場，在新新加坡國家體育場建造期間，為新加坡舉辦足球賽事的主要場地。

## 歷史
在海峽殖民地時期，1929年的節禮日，這座體育場正式開張，而且這裡被認為是新加坡足球的發源地。

## 交通
惹兰勿刹体育场位于濱海市區地铁線  DT23  惹兰勿刹地铁站附近，但前往体育场较简单的方法是乘坐巴士或德士。

## 国际赛事
| 日期   | 比赛                       | 参赛队伍 | 比分 | 参赛队伍   |
| ------ | -------------------------- | -------- | ---- | ---------- |
| 2020年 | 2022年國際足協世界盃外圍賽 | 新加坡   | 2-0  | 巴勒斯坦   |
| 2020年 | 2022年國際足協世界盃外圍賽 | 新加坡   | 1-0  | 印度尼西亞 |

## 外部連結
- 新加坡體育理事會有關惹蘭勿剎體育場的網頁 （英文）

1. ↑  . Malayan Saturday Post, 4 January 1930, Page 6.